# Henrich Miller
Henrich Miller (geboren als  Johann Heinrich Müller; getauft 12. März 1702 in Rhoden, Grafschaft Waldeck; † 31. März 1782 in Bethlehem (Pennsylvania)) war ein bedeutender deutscher Drucker, Verleger und Übersetzer in Pennsylvania in Nordamerika.

## Leben und Bedeutung
Johann Heinrich Müller wurde 1702 in der nordhessischen Grafschaft Waldeck als Sohn eines Schweizer Maurergesellen und einer einheimischen Frau geboren und wuchs mit reformierter Konfession auf. 1715 zog die Familie nach Altstätten (vermutlich im St. Galler Rheintal, oder Altstetten bei Zürich), und Henrich trat bei Johann Ludwig Brandmüller in Basel eine Buchdruckerlehre an. 
Danach  lebte und arbeitete er seit 1721 als Buchdruckergeselle in Zürich, Leipzig, Altona, London, Rotterdam, Amsterdam, Genf, Hamburg und Paris. 
Nach einem ersten religiösen Erweckungserlebnis 1716 begegnete er  in den 1730er und frühen 1740er Jahren mehrmals dem Begründer der Herrnhuter, Nikolaus Ludwig von Zinzendorf. 
1741 zog er mit diesem nach Amerika. Dort arbeitete er zunächst als Druckergeselle bei Benjamin Franklin. Seine Heirat mit Johanna Dorothea Blauner 1743 wurde von Zinzendorf arrangiert. Die Interessen der Eheleute richteten sich auf unterschiedliche Ziele: Während seine Frau ein zurückgezogenes Leben in der Herrnhuter Gemeinschaft anstrebte, war Heinrich Müller  vielfach und jahrelang auf Reisen. Er diente zunächst als Drucker für die Herrnhuter in Marienborn, reiste dann aber von 1747 bis 1750 wieder allein durch England, Schottland und Irland. 
1751 wanderte Heinrich Müller endgültig nach Amerika aus und veröffentlichte kurzzeitig mit Benjamin Franklin eine zweisprachige deutsch-englische Zeitung.  1762 gründete er die Wochenzeitung der „Wöchentliche Philadelphische Staatsbote“, die sich bald zu einer der beiden wichtigsten deutschsprachigen Zeitungen in Nordamerika entwickelte. Er druckte auch Almanache, juristische Literatur für die deutschsprachigen Landbewohner in Pennsylvania. Am 5. Juli 1776 veröffentlichte er als erster die Nachricht über  die amerikanische Unabhängigkeitserklärung. 1777 musste er nach der Versetzung Philadelphias durch englische Truppen das Gebiet  verlassen, kehrte aber 1778 zurück und setzte seine Verlegertätigkeit fort.
Nach dem Tod seiner Frau 1779 in der Herrnhuter-Siedlung Bethlehem gab Miller seine Zeitung auf und zog seinerseits nach Bethlehem, wo er 1780 starb.
Henrich Miller war einer der beiden wichtigsten deutschen Verleger und Buchdrucker in Pennsylvania in seiner Zeit neben Christoph Sauer. Er gab zahlreiche Buchdrucke heraus, oft mit religiösem Inhalt.